# Agustín Ostolaza Etxaniz
Agustín Ostolaza Etxaniz (Cestona, 30 de abril de 1946) es un levantador de piedras español ya retirado.
Es conocido en el mundo del deporte rural por la infinidad de marcas y apuestas que realizó con piedras pequeñas (de 100 kilos a 150 kilos)
Además ganó todos los desafíos que jugó, venciendo entre otros a deportistas de renombre de la época, como Iñaki Perurena o, Urtain.

## Reseña biográfica
Agustín Ostolaza nació en Cestona en el caserío Elosu.
Vivió allí su infancia, su adolescencia e incluso sus primeros años después del matrimonio con Nieves Ibarguren Murua.
De ese enlace nacieron dos hijos: 
- Joseba Ostolaza, conocido levantador de piedras, varias veces campeón de Euskadi en distintas modalidades.
- Agustín Ostolaza, que murió en un accidente de tráfico a la temprana edad de 15 años.

A mediados de los años 80 trasladó su residencia a Rentería (Guipúzcoa) donde regentó un asador hasta principios del siglo XXI.
Tras su jubilación trasladó su vivienda a la ciudad costera de Zarautz (Guipúzcoa).

## Palmarés deportivo
- 18/04/65 apuesta con Paskualtxo en Tolosa con una piedra cilíndrica de 100 kg. en tres tandas de 10 minutos. OSTOLAZA: 82-77-74= 233, PASKUALTXO: 81-78-68= 227
- 30/04/67 apuesta con Uranga en Azpeitia con una piedra cilíndrica de 100 kg. en tres tandas de 10 minutos. OSTOLAZA: 91-84-82= 257, URANGA: 88-77-   = 165
- 18/06/67 apuesta con Usategieta II en San Sebastián con una piedra cilíndrica de 100 kg. en tres tandas de 10 minutos.   OSTOLAZA: 92-85-86= 263, USATEGIETA II: 92-82-84= 258
- 21/01/68 apuesta con la pareja Urtain-Iturralde en Azpeitia con una piedra cilíndrica antigua de 100 kg. en tres tandas de 10 minutos. Contra Urtain con una mano, le dio 25 alzadas de ventaja. Contra Iturralde le dio 6 alzadas de ventaja con la piedra moderna. OSTOLAZA: 95-81-73= 249  URTAIN: 70-64-57= 191 ITURRALDE: 80-78-80= 238
- 24/05/70 apuesta con Usategieta I en Azpeitia con una piedra cilíndrica antigua de 125 kg. en tres tandas de 10 minutos.  OSTOLAZA: 59-55-56= 170, USATEGIETA I: 56-50-41= 147
- 30/08/70 apuesta con Mendizabal en Azpeitia con una piedra cilíndrica de 112 kg. en tres tandas de 10 minutos.                               OSTOLAZA: 80-75= 155, MENDIZABAL: 72 y no salió= 72
- 11/04/71 CAMPEONATO DE ESPAÑA en Azpeitia con 4 piedras antiguas de 112 kg. en tandas de 5 minutos.  30-43-43-18= 134
- 09/04/72 apuesta con Segurola en Azpeitia con una mano y tandas de 5 minutos. Segurola con dos manos y con 15 alzadas de ventaja.  OSTOLAZA: 44-42-41= 127, SEGUROLA: 47-45-44= 136
- 22/10/72 apuesta con Mendizabal en Azpeitia con piedra cilíndrica de 112 kg.                                                                       OSTOLAZA: 80-80-84= 244, MENDIZABAL: 80-72- no salió= 152
- 21/01/73 RECORD en Azpeitia con piedra cilíndrica antigua de 125 kg. en tres tandas de 10 minutos.  62-62-63= 187
- 22/05/77 apuesta con Endañeta en Azpeitia con una piedra rectangular de 150 kg. y Endañeta con rectangular de 163 kg. en tres tandas de 10 minutos.                                                                                                                                                               OSTOLAZA: 40-37-35= 112 , ENDAÑETA: 29-27-26= 82
- 05/03/78 apuesta con Perurena en Tolosa con piedra cilíndrica de 125 kg. en tres tandas de 10 minutos. OSTOLAZA: 72-72-73= 217, PERURENA: 70-66-63= 199
- 14/06/79 apuesta con Iraola en Tolosa con una piedra cilíndrica de 15 kg. en tres tandas de 10 minutos. OSTOLAZA: 52-51-47= 150, IRAOLA: 46 y no salió
- 30/08/80 RECORD en Gatica con piedra cilíndrica de 100 kg. en dos tandas de 3 minutos.  53-52= 105
- 18/03/84 en Zamalbide (Renteria) con una piedra cilíndrica de 100 kg con una mano tres tandas de 10 minutos: 83-76-77= 236
- 22/10/88 CAMPEONATO en Donostia con 42 años. 2 tandas de 7 minutos con piedra cilíndrica antigua de 100kg. 64-62= 126